# Lista rezervațiilor naturale din județul Maramureș

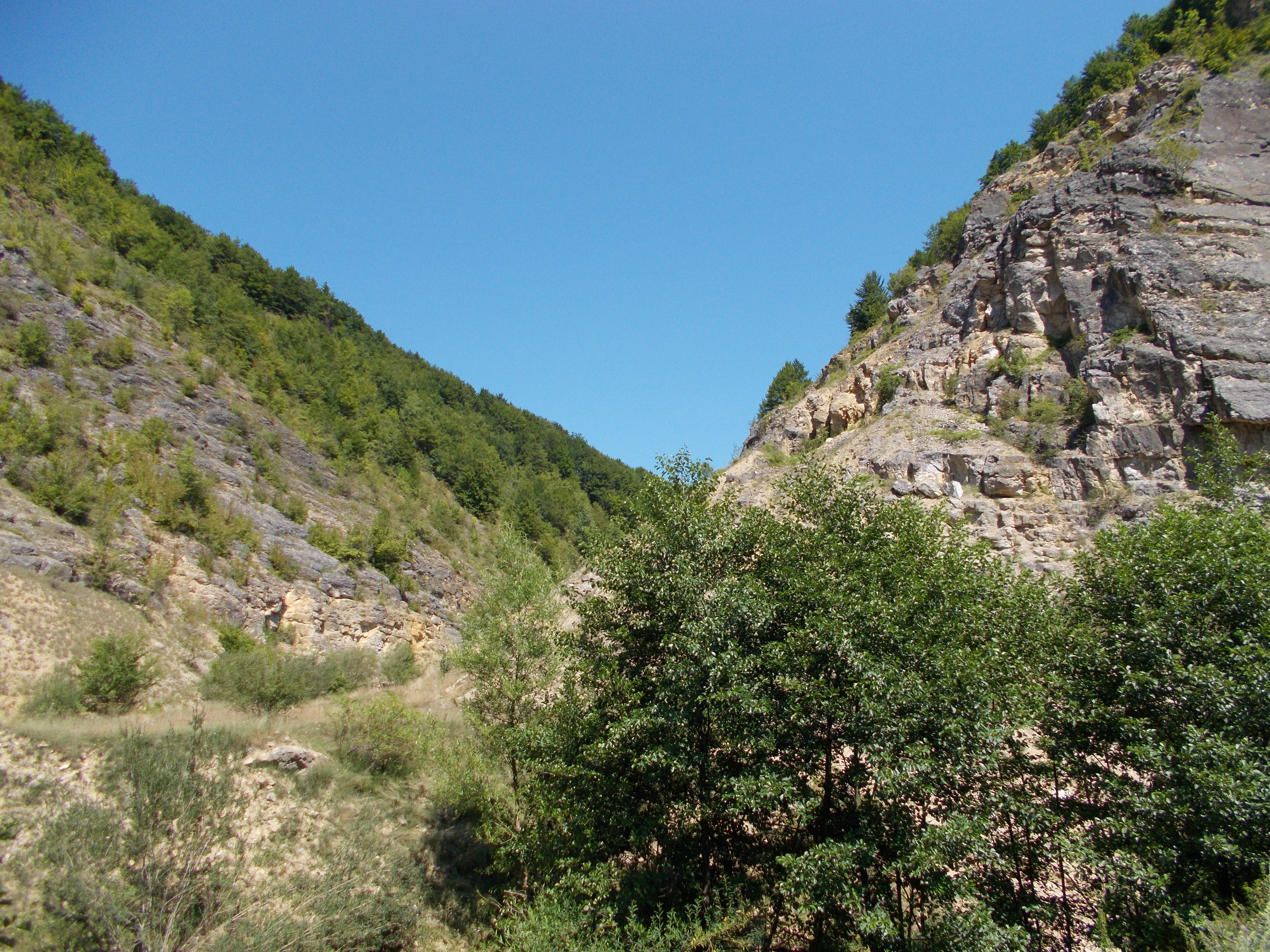
Rezervația naturală Cheile Babei

Lista rezervațiilor naturale din județul Maramureș cuprinde ariile protejate de interes național (rezervații naturale), aflate pe teritoriul administrativ al județului Maramureș, declarate prin Legea Nr. 5 din 6 martie 2000 (privind aprobarea Planului de amenajare a teritoriului național - Secțiunea a III-a - arii protejate).

## Lista ariilor protejate
| Denumirea ariei protejate                          | Cod       | Localizare                     | Categorie IUCN | Tip                        | Suprafață (ha) | Observații (foto)   |
| -------------------------------------------------- | --------- | ------------------------------ | -------------- | -------------------------- | -------------- | ------------------- |
| Arboretul de castan comestibil de la Baia Mare     | RONPA0598 | Baia Mare                      | IV             | forestier                  | 500            |                     |
| Arcer - Țibleș Bran                                | RONPA0602 | Groșii Țibleșului              | IV             | mixt                       | 150            |                     |
| Cheile Babei                                       | RONPA0596 | Baba                           | IV             | geologic                   | 15             | Cheile Babei        |
| Cheile Tătarului                                   | RONPA0595 | Mara                           | IV             | hidro-geologic             | 15             |                     |
| Cheile Lăpușului                                   | RONPA0600 | Târgu Lăpuș                    | IV             | botanic și geologic        | 25             |                     |
| Coloanele de la Limpedea                           | RONPA0608 | Baia Mare                      | III            | geologic                   | 3              | monument al naturii |
| Cornu Nedeii - Ciungii Bălăsinii                   | RONPA0597 | Borșa                          | IV             | faunistic                  | 800            |                     |
| Creasta Cocoșului                                  | RONPA0594 | Mara                           | IV             | mixt                       | 50             | Creasta Cocoșului   |
| Izvorul Bătrâna                                    | RONPA0579 | Moisei                         | III            | hidro-geologic             | 0,50           |                     |
| Lacul Albastru                                     | RONPA0581 | Baia Sprie                     | III            | hidro-geologic             | 0,50           | monument al naturii |
| Lacul Morărenilor                                  | RONPA0585 | Breb                           | IV             | mixt                       | 20             |                     |
| Mlaștinile Vlășinescu                              | RONPA0588 | Baia Mare                      | IV             | botanic                    | 3              | zonă umedă          |
| Mlaștina Tăul Negru                                | RONPA0611 | Strâmbu-Băiuț                  | IV             | botanic                    | 1              | zonă umedă          |
| Mlaștina Iezerul Mare                              | RONPA0607 | Desești                        | IV             | floristic și faunistic     | 5              |                     |
| Mlaștina Poiana Brazilor                           | RONPA0587 | Giulești                       | IV             | mixt                       | 3              |                     |
| Poiana cu narcise Tomnatec - Sehleanu              | RONPA0605 | Repedea                        | IV             | floristic și peisagistic   | 100            |                     |
| Pădurea Bavna                                      | RONPA0592 | Satul Fersig, comuna Satulung  | IV             | forestier                  | 26             |                     |
| Pădurea Crăiasa                                    | RONPA0591 | Ocna Șugatag                   | IV             | forestier                  | 44             |                     |
| Pădurea de larice Coștiui                          | RONPA0593 | Rona de Sus                    | IV             | forestier                  | 0,70           |                     |
| Pădurea cu pini Comja                              | RONPA0601 | Seini                          | IV             | forestier                  | 0,50           |                     |
| Pădurea Ronișoara                                  | RONPA0590 | Rona de Sus                    | IV             | forestier                  | 62             |                     |
| Peștera și izbucul Izvorul Albastru al Izei        | RONPA0599 | Săcel                          | IV             | mixt                       | 100            |                     |
| Peștera Boiu Mare                                  | RONPA0604 | Boiu Mare                      | III            | speologic                  | 0,50           | monument al naturii |
| Peștera cu Oase de la Poiana Botizii               | RONPA0584 | Băiuț                          | III            | speologic                  | 0,50           | monument al naturii |
| Peștera din Dealul Solovan                         | RONPA0610 | Sighetu Marmației              | IV             | speologic                  | 1,02           |                     |
| Peștera Vălenii Șomcutei                           | RONPA0583 | Șomcuta Mare                   | III            | speologic                  | 5              | monument al naturii |
| Rezervația fosiliferă Chiuzbaia                    | RONPA0582 | Chiuzbaia                      | IV             | paleontologic              | 50             |                     |
| Rezervația științifică Piatra Rea                  | RONPA0606 | Borșa                          | I,a            | mixt                       | 50             |                     |
| Rezervația științifică Pietrosul Mare              | RONPA0580 | Borșa, Moisei                  | I,a            | mixt                       | 3.300          | Pietrosu Mare       |
| Rozeta de piatră Ilba                              | RONPA0609 | Ilba                           | III            | geologic                   | 0,50           | monument al naturii |
| Stâncăriile Sâlhoi - Zâmbroslavele                 | RONPA0586 | Borșa                          | IV             | peisagistic și geo-botanic | 5              |                     |
| Tăul lui Dumitru                                   | RONPA0589 | Firiza                         | IV             | botanic                    | 3              | zonă umedă          |
| Vârful Farcău - Lacul Vinderelu - Vârful Mihăilecu | RONPA0603 | Poienile de sub Munte, Repedea | IV             | mixt                       | 100            | Vârful Farcău       |